# 寧州 (江西)
宁州，元朝时设置的州。
1286年，元朝设置宁州，治所在今江西省修水县。明朝、清朝宁州是散州。1801年，清朝改宁州为义宁州。